# The Magic Candle
The Magic Candle (traducido como «La vela mágica») es una saga de videojuegos de rol diseñados por Ali Atabek y desarrollados y publicados por Mindcraft, el primer título en 1989.
El juego puede ser jugado o descargado gratuitamente en archive.org

## Historia
En el juego, los jugadores tienen que reunir un grupo de seis aventureros y viajar a través del reino de Deruvia para mantener al demonio Dreax encarcelado en una vela mágica, la cual ha empezado a fundirse. El mundo del juego incluye varias ciudades, dos castillos, y varias mazmorras. Difiere de muchos juegos de ordenador ya que no hay enemigo final, la victoria se basa en recoger los elementos necesarios para preservar la vela mágica. Los jugadores empiezan con un aventurero, un héroe humano llamó Lukas. Los aventureros adicionales pueden ser encontrados en los dos castillos del juego. Hay que descubrir exactamente qué es necesario para preservar la vela.

## Razas
Hay cinco razas disponibles en este juego:
- Enanos - Muy bajos pero excepcionalmente fuertes.
- Elfos - Altos y esbeltos con gusto especial por los bosques.
- Halflings  - Carismáticos pequeños con pies peludos.
- Hombre - O Humano.
- Brujos - los brujos están considerados una raza en este juego.

## Profesiones
- Carpintero - Puede construir refugio para acampar.
- Luchador - Especializado en combate.
- Gema-Cortador - extra de beneficios por la venta de gemas.
- Caballero - Especializado en combate y en defensa.
- Mago - Especializado en Magia.
- Mercenario - Ofrece sus servicios de alquiler.
- Herrero - Repara armas muy rápido.
- Ranger - Movimiento y caza muy buenos.
- Sastre - Puede hacer y reparar ropas. Bueno para conseguir trabajos en ciudades.

## Realismo
La Vela Mágica es conocido por tener más realismo que otros juegos de su época:
- El equipo - los jugadores pueden elegir su grupo entre varios grupos diferentes y tener a cada cual de ellos en una tarea diferente, incluyendo trabajar para ganar dinero en una ciudad.
- las armas acumulan desgaste e incluso se rompen.
- Hambre y fatiga - necesidad de comer y dormir.
- Residencias - los jugadores no pueden ir a una casa particular y saber el nombre del dueño de residencia.
- Factor de tiempo - las tiendas cierran por la noche y reabren de día.

## Secuelas
La Vela Mágica fue bastante exitosa para tener secuelas: La Vela Mágica II (1991), y La Vela Mágica III (1992). Las Llaves a Maramon (1990) fue un spinoff. Bloodstone, liberado en 1993, es un precuela. La serie también engendró dos spin-offs:  Asedio (1992) y su Emboscada de secuela en Sorinor (1993) es juegos de estrategia táctica, ambos teniendo lugar en el mundo de La Vela Mágica.

## Liberación de Japón
La Compañía japonesa StarCraft, que se especializó en adaptar CRPGs, al mercado japonés, lanzó La Vela Mágica al PC japonés.
Una versión para Famicom fue también liberado en 1992 por Sammy Empresa bajo el título La Vela Mágica, pero  guarda poco parecido a las versiones de ordenador y en cambio es un tradicional JRPG en la vena de Búsqueda de Dragón.

## Recepción
La Vela Mágica estuvo revisada en 1989 en Dragón #148 por Hartley, Patricia, y Kirk Menor que le dieron 3 de 5 estrellas. Scorpia De Computer Gaming Mundo en 1989 dio al juego una revisión muy positiva. Las críticas incluyeron el combate relativamente lento y lo lento de encontrar personas o tiendas en la ciudad. La revista más tarde lo reconoció como juego del año de 1989, describiéndolo tan "extenso, bien-escrito, y equilibró". En 1993 Scorpia declaró que el premio de mejor rol de 1989 era bien merecido.
Scorpia En 1993 fue más crítica con La Vela Mágica III, y le dio una nota mediocre".